# Kanton La Bassée
Der Kanton La Bassée ist ein ehemaliger, bis 2015 bestehender französischer Wahlkreis im Arrondissement Lille, im Département Nord und in der Region Nord-Pas-de-Calais. Sein Hauptort war La Bassée. Vertreter im Generalrat des Departements war ab 1994 Philippe Waymel (DVD).

## Gemeinden
Der Kanton bestand aus elf Gemeinden.
| Gemeinde           | Einwohner Jahr | Fläche km² | Bevölkerungsdichte | Code INSEE | Postleitzahl |
| ------------------ | -------------- | ---------- | ------------------ | ---------- | ------------ |
| Aubers             | 1.536 (2013)   | 10,14      | 151 Einw./km²      | 59025      | 59249        |
| La Bassée          | 6.565 (2013)   | 3,54       | 1855 Einw./km²     | 59051      | 59480        |
| Fournes-en-Weppes  | 2.145 (2013)   | 8,22       | 261 Einw./km²      | 59250      | 59134        |
| Fromelles          | 876 (2013)     | 8,54       | 103 Einw./km²      | 59257      | 59249        |
| Hantay             | 1.193 (2013)   | 2,09       | 571 Einw./km²      | 59281      | 59496        |
| Herlies            | 2.319 (2013)   | 7,11       | 326 Einw./km²      | 59303      | 59134        |
| Illies             | 1.409 (2013)   | 7,91       | 178 Einw./km²      | 59320      | 59480        |
| Marquillies        | 1.989 (2013)   | 6,91       | 288 Einw./km²      | 59388      | 59274        |
| Sainghin-en-Weppes | 5.584 (2013)   | 7,71       | 724 Einw./km²      | 59524      | 59184        |
| Salomé             | 2.974 (2013)   | 5,25       | 566 Einw./km²      | 59550      | 59496        |
| Wicres             | 424 (2013)     | 2,77       | 153 Einw./km²      | 59658      | 59134        |